# Welcome to Sky Valley
Welcome to Sky Valley is het derde album van de Amerikaanse stonerrock/metalband Kyuss dat werd uitgegeven in 1994. Dit is het laatste album met Brant Bjork als drummer. 
De albumhoes bevat een afbeelding van de plaats Sky Valley, Californië. Dit is een census-designated place. Het bord staat aan Dillon Road net voor de kruising met Holeman Way. Voor veel fans van de band is dit een belangrijke plek.

## Tracklist
Movement I – 17:47 (Josh Homme, Brant Bjork)
| nr. | titel                        | duur |
| --- | ---------------------------- | ---- |
| 1   | Gardenia                     | 6:54 |
| 2   | Asteroid                     | 4:49 |
| 3   | Supa Scoopa and Mighty Scoop | 6:04 |

Movement II – 14:50 (Homme, Scott Reeder)
| nr. | titel         | duur |
| --- | ------------- | ---- |
| 1   | 100°          | 2:29 |
| 2   | Space Cadet   | 7:02 |
| 3   | Demon Cleaner | 5:19 |

Movement III – 19:18 (Homme, Bjork, Reeder, Mario Lalli)
| nr. | titel          | duur |
| --- | -------------- | ---- |
| 1   | Odyssey        | 4:19 |
| 2   | Conan Troutman | 2:12 |
| 3   | N.O.           | 3:47 |
| 4   | Whitewater     | 9:00 |
| 5   | Lick Doo       | 0:57 |

## Promo-tracklist
1. "Gardenia" (Brant Bjork) – 6:50
2. "Asteroid" (Josh Homme) – 4:50
3. "Supa Scoopa and Mighty Scoop" (Josh Homme) – 6:03
4. "100°" (Josh Homme) – 2:29
5. "Space Cadet" (Josh Homme/Scott Reeder) – 7:02
6. "Demon Cleaner" (Josh Homme) – 5:19
7. "Odyssey" (Josh Homme) – 4:19
8. "Conan Troutman" (Josh Homme) – 2:12
9. "N.O." (Mario Lalli/Scott Reeder) – 3:48
10. "Whitewater" (Brant Bjork/Josh Homme) – 9:00
11. "Lick Doo" – 0:57 (hidden track)

- Lick Doo is een hidden track.
- Whitewater is een Census-designated place in Californië.
- N.O. is een cover van de band Across the River. Het is opgenomen als eerbetoon aan die band.

## Uitvoerende musici
- John Garcia - Zang
- Josh Homme - Gitaar
- Scott Reeder - Basgitaar
- Brant Bjork - Drum

eerste gitaar op: "N.O." door Mario Lalli
geproduceerd door: Chris Goss & Kyuss
gemixt door: Joe Barresi bij NRG Studios, North Hollywood, CA
Assistent(en): Jeff Sheehan, Wade Norton, Alexe Campbell
Engineering door: Brian Jenkins
Opgenomen bij: Sound City, Van Nuys, CA
Bewerkt door: Eddy Schreyer bij Futuredisc Systems, Hollywood, CA
Foto's door: Alex Solca
Originele drums op "Asteroid" door Peter Moffet
Achtergrondzang door: Scott Reeder, Josh Homme & Madman Of Encino